# Philip Dybvig
Philip Hallen Dybvig (22 mei 1955) is een Amerikaans econoom. Hij is verbonden aan de Olin Business School van de Washington-universiteit te Saint Louis waar hij in de Boatmen's Bancshares-leerstoel hoogleraar bankieren en financiën is. Eerder was hij hoogleraar aan de Yale-universiteit. Samen met Ben Bernanke en Douglas Diamond kreeg hij in 2022 de Prijs van de Zweedse Rijksbank voor Economische Wetenschappen ter nagedachtenis aan Alfred Nobel voor onderzoek naar banken en financiële crises.
Dybvig is vooral bekend om zijn werk over financiële crises en bankruns, met name het invloedrijke Diamond-Dybvig-model dat in 1983 werd gepubliceerd.
- DBLP: 34/11122
- Gemeinsame Normdatei: 170046680
- Library of Congress Control Number: n82201029
- Mathematics Genealogy Project: 219223
- Nationale Bibliotheek van Tsjechië: vse20221172107
- Nationale Bibliotheek van Israël: 987007462183905171
- Virtual International Authority File: 206854123
- WorldCat: E39PBJghvPKTJ9FydGCjJtGJXd

1969: Frisch, Tinbergen ·
1970 : Samuelson ·
1971: Kuznets ·
1972: Hicks, Arrow ·
1973: Leontief ·
1974: Myrdal, Hayek ·
1975: Kantorovitsj, Koopmans ·
1976: Friedman ·
1977: Ohlin, Meade ·
1978: Simon ·
1979: Schultz, Lewis ·
1980: Klein ·
1981: Tobin ·
1982: Stigler ·
1983: Debreu ·
1984: Stone ·
1985: Modigliani ·
1986: Buchanan ·
1987: Solow ·
1988: Allais ·
1989: Haavelmo ·
1990: Markowitz, Miller, Sharpe ·
1991: Coase ·
1992: Becker ·
1993: Fogel, North ·
1994: Harsanyi, Nash, Selten ·
1995: Lucas ·
1996: Mirrlees, Vickrey ·
1997: Merton, Scholes ·
1998: Sen ·
1999: Mundell ·
2000: Heckman, McFadden ·
2001: Akerlof, Spence, Stiglitz ·
2002: Kahneman, Smith ·
2003: Engle, Granger ·
2004: Kydland, Prescott ·
2005: Aumann, Schelling ·
2006: Phelps ·
2007: Hurwicz, Maskin, Myerson ·
2008: Krugman ·
2009: Ostrom, Williamson ·
2010: Diamond, Mortensen, Pissarides ·
2011: Sims, Sargent ·
2012: Roth, Shapley  ·
2013: Fama, Hansen, Shiller  ·
2014: Tirole  ·
2015: Deaton  ·
2016: Hart, Holmström ·
2017: Thaler ·
2018: Nordhaus, Romer ·
2019: Banerjee, Duflo, Kremer ·
2020: Milgrom, Wilson ·
2021: Imbens, Angrist, Card ·
2022: Bernanke, Diamond, Dybvig ·
2023: Goldin ·
2024: Acemoglu, Johnson, Robinson